# Sauvagella robusta
Sauvagella robusta là một loài cá thuộc họ Clupeidae. Nó là loài đặc hữu của Madagascar. Môi trường sống tự nhiên của nó là các con sông.